# Houghia setinervis
Houghia setinervis är en tvåvingeart som först beskrevs av Daniel William Coquillett 1898.  Houghia setinervis ingår i släktet Houghia och familjen parasitflugor.
Artens utbredningsområde är Florida. Inga underarter finns listade i Catalogue of Life.